# Kurt Krause
Kurt Krause ( 1883 -1963 ) fue un botánico alemán.
Comenzó a trabajar con el Prof. Adolf Engler en el Jardín Botánico de Berlín el 1 de enero de 1905.
Participó activamente en las recolecciones de flora de Turquía, y el "Herbario de Ankara se estableció en 1933 (enlace roto disponible en Internet Archive; véase el historial, la primera versión y la última). por el Profesor Krause, bajo los auspicios del "Instituto de Agricultura de Turquía". Y fue profesor de Botánica de la Universidad de Ankara.
Se especializó en Philodendron de Centroamérica.
En los años que las colecciones botánicas de las "Reales Expediciones Españolas a Latinoamérica, estuvieron en el "Museo de Berlín", fueron estudiadas por numerosos taxónomos alemanes como el autor y Friedrich Markgraf (1897-1987), Otto Christian Schmidt (1900-1951), Otto Sleumer (1906-93), Friedrich Walter Domke (1899-1988), Ludwig Emil Friedrich Diels (1874-1945). Hoy dicha colección se halla en el "Institut Botànic de Barcelona". (enlace roto disponible en Internet Archive; véase el historial, la primera versión y la última).

## Algunas publicaciones
- kurt Krause. 2011. Beitrage Zur Kenntnis Der Flora Von Aden... (Contribuciones al conocimiento de la flora de Adén). Reimpreso por Nabu Press, 82 pp. ISBN 1271304317

- -------------------, kurt Krause, h.g. adolf Engler, karl a.e. Prantl. 2010. Die Natürlichen Pflanzenfamilien Nebst Ihren Gattungen und Wichtigeren Arten, Insbesondere Den Nutzpflanzen, Unter Mitwirkung Zahlreicher Hervorragend. Reimpreso por BiblioBazaar, 98 pp. ISBN 1148590021

- -------------------. 2009. Leipziger Lehrausflüge (Viajes de enseñanza por Leipzig). Reimpreso por BiblioBazaar, 168 pp. ISBN 111520162X

- -------------------, hikmet ahmet Birand. 1940. Bati ve Ortaanadolu nebat formation'lari (Flora occidental y central de la formación de Anatolia). Vol. 60 de Yüksek Ziraat Enstitüsü ̧calışmalarından, Yüksek Ziraat Enstitüsü (Ankara). 29 pp.

- -------------------. 1937. Ankaranin Floru (Flora de Ankara). 2ª edición de Yüksek Ziraat Enstitüsü, 207 pp.

- -------------------. 1927. Die botanische Literatur über die Türkei. 14 pp.

- -------------------. 1936. Gymnospermen der Türkei. 42 pp.

- -------------------. 1936. Türkiyenin gymnospermleri: (Çiplak tohumlular). [Übers.:] Salahattin Fehmi. Editor Yüksek Ziraat Enstitüsü, 42 pp.

- -------------------. 1913. Das Pflanzenreich. Revisión del género Philodendron.

- -------------------. 1913. A new shrub of the genus Esenbeckia from Colombia

- -------------------. 1912. Goodeniaceae und Brunoniaceae. 213 pp.

- -------------------. 1912. Araceae-Philodendroideae-Philodendreae: Allg. Teil, Homalomeninae u. Schismatoglottidinae. Das Pflanzenreich 55. 134 pp.

- La abreviatura «K.Krause» se emplea para indicar a Kurt Krause como autoridad en la descripción y clasificación científica de los vegetales.[1]

Abundantísima producción de identificaciones y nombramientos de nuevas especies: se poseen 1.844 registros IPNI, publicándolos habitualmente en : Bot. Jahrb. Syst., Notizbl. Bot. Gart. Berlin-Dahlem, Bot. J. Linn. Soc., Ann. Mus. Congo Belge, Bot., Arac.-Colocas., Die Nat?rlichen Pflanzenfamilien, J.Sturms Flora von Deutschland.